# Giuseppe Lipartiti
Giuseppe Lipartiti, né à Torremaggiore (Pouilles), est un réalisateur et scénariste italien.

## Biographie
L'œuvre de Lipartiti est condensée entre 1958 et 1967, une décennie au cours de laquelle il présente trois comédies, dont deux qu'il a lui-même scénarisées, lesquelles ne rencontrent pas un grand succès artistique ou commercial. Ses deux films, réalisés en 1967 et 1978, n'ont pas pu être distribués en salles après leurs projections dans des festivals.

## Filmographie

### Réalisateur
- 1959 : Aventures à Capri (Avventura a Capri)
- 1961 : Gli scontenti (it)
- 1964 : Boulevard du vice (Via Veneto)
- 1967 : Le italiane peccano in silenzio
- 1983 : Eleonora: sì e no